# Alstroemeria viridiflora
Alstroemeria viridiflora là một loài thực vật có hoa trong họ Alstroemeriaceae. Loài này được Warm. miêu tả khoa học đầu tiên năm 1872.